# 梁本茂
梁本茂（？—？年），四川叙州府宜賓縣人，民籍。明朝政治人物。

## 生平
正德九年（1514年）甲戌科二甲第三十名進士，本年六月选授刑科给事中，世宗继位，十六年（1521年）十二月升吏科右给事中，嘉靖元年（1522年）六月升户科左，十二月出为山东布政使司右参议。